# Nica Radios
Nica Radios (anteriormente Central De Radios Nicaragua) es una organización de medios radiales de Nicaragua, propiedad de Albavisión y operado por Ratensa Comunicaciones. Fue creado en 2019.

## Historia
Remigio Ángel González adquirió varias emisoras de radios, conformando así la CDR Nicaragua (mediante Ratensa Comunicaciones). entre ellas Lite, La Marka, Amante, La Picosa, Romántica, Tropicálida, Joya, Nova FM, Alfa, Suprema, La Pachanguera, y La Buenísima. Actualmente, conforma la red llamada Nica Radios. 

## Radio
Estas son las radios administrados por Nica Radios. Conforman 12 emisoras:
| Radio                                      | Emisora  | Programación                                                                       |
| ------------------------------------------ | -------- | ---------------------------------------------------------------------------------- |
| Radio Lite                                 | 107.1 FM | Música de los 60, 70, 80 y algunos éxitos de los 90 en español.                    |
| Radio La Picosa                            | 97.9 FM  | Rancheras, cumbia, banda y más música regional mexicana.                           |
| Radio Romántica                            | 98.7 FM  | Éxitos en inglés y español de los años 70 hasta la actualidad                      |
| Radio RT (anteriormente Radio Tropicálida) | 89.9 FM  | Reguetón, dance hall, bachata, socca, hip hop, plena y trap en español.            |
| Radio Joya                                 | 103.9 FM | Música oldies, en inglés, éxitos de los 60, 70, 80 y nuevas joyas de los 90        |
| Radio Nova FM                              | 100.7 FM | Locución, como musical                                                             |
| Radio Amante                               | 96.3 FM  | Pop, bachata, salsa, merengue, urbano                                              |
| Radio Alfa                                 | 93.5 FM  | Pop y baladas en español, temas desde los años 70, 80, 90 y temas de la actualidad |
| Radio Suprema                              | 106.3 FM | Rock & pop                                                                         |
| Radio La Pachanguera                       | 95.1 FM  | Urbano-tropical                                                                    |
| Radio La Marka                             | 90.9 FM  | Música electrónica, pop y hip hop                                                  |
| Radio La Buenísima                         | 93.1 FM  | Radio Popular Mexicana                                                             |